# Tillandsia cyanea
A Tillandsia cyanea a perjevirágúak (Poales) rendjébe, ezen belül a broméliafélék (Bromiliaceae) családjába tartozó faj.

## Előfordulása
A Tillandsia cyanea eredeti előfordulási területe Ecuador esőerdői.

## Megjelenése
Ez egy epifiton, azaz fán lakó évelő növény, mely 50 centiméter magasra és ugyanannyi szélesre nő meg. Nincs központi főszára, hanem csokorba tömörülő, meghajló levelei. A levelek hosszúak és evezőalakúak. A kis virágait, körülbelül 20 darab, nagy, rózsaszín, vörös vagy lila színű murvalevél (bractea) rejt el.

## Életmódja
Tavasztól őszig nyílik. A természetben a fák ágain nő, azonban a termesztett változatokat szobanövényként virágcserépben is tartható.
Egyes termesztett változatai elnyerték a The Royal Horticultural Society a Royal Horticultural Society Award of Garden Merit, azaz nagyjából Kerti Termesztésre Érdemes Növény Díját.

## Képek

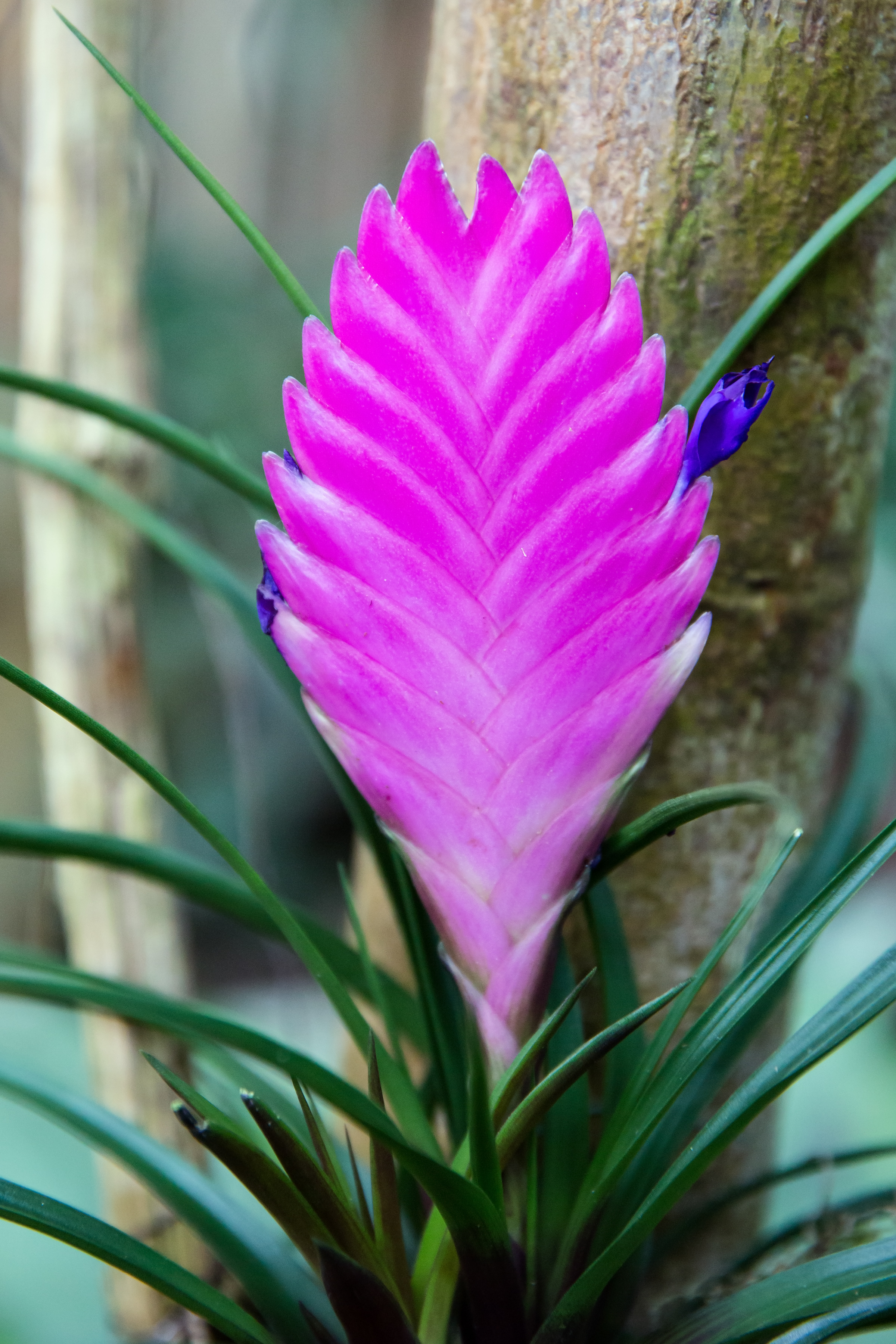
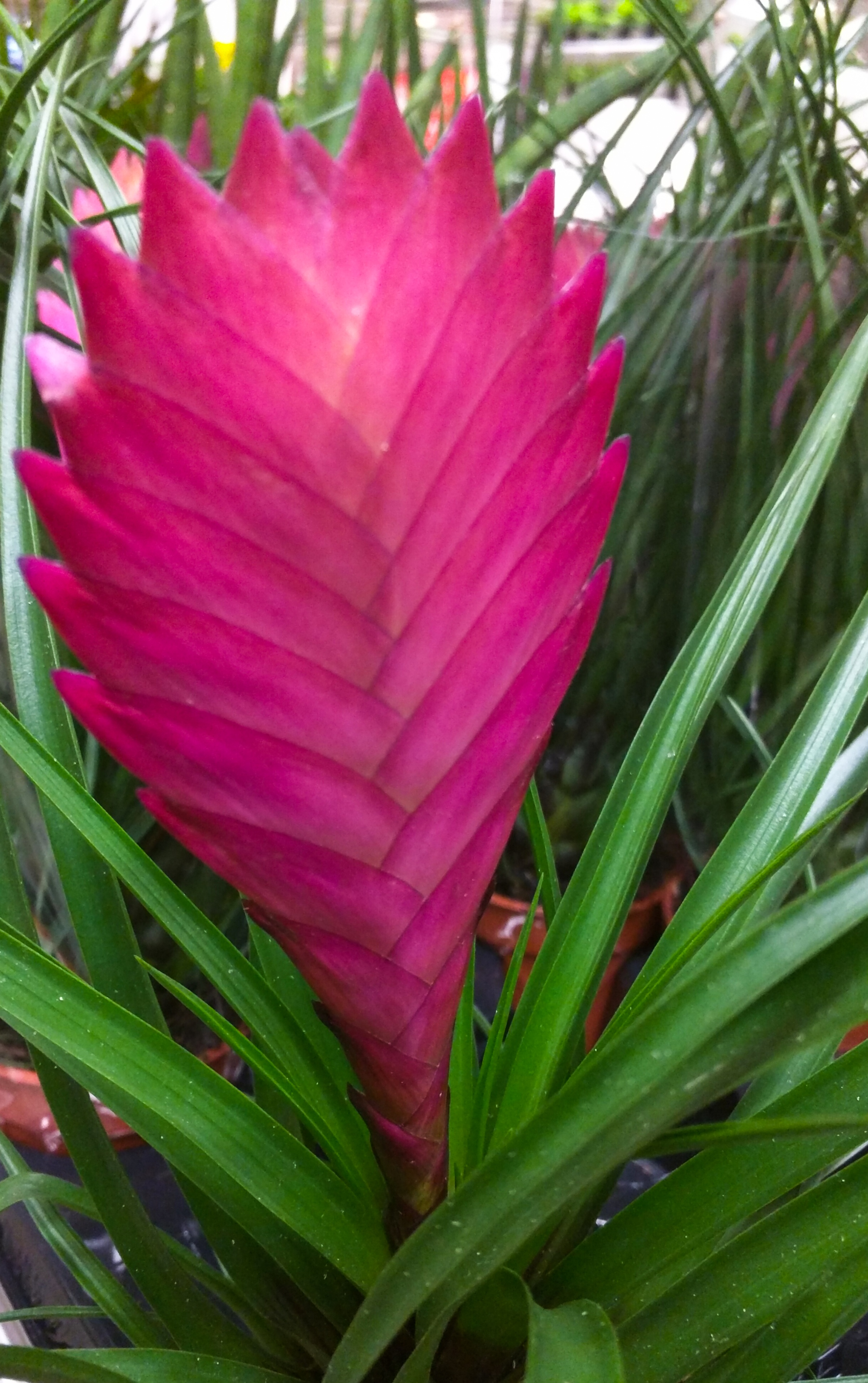
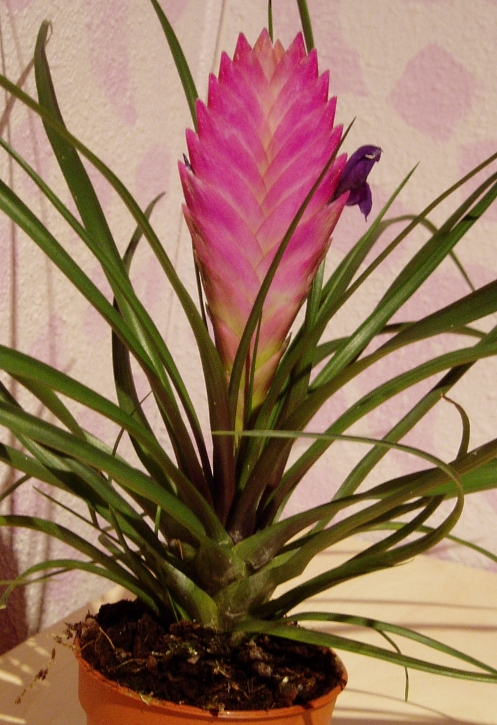
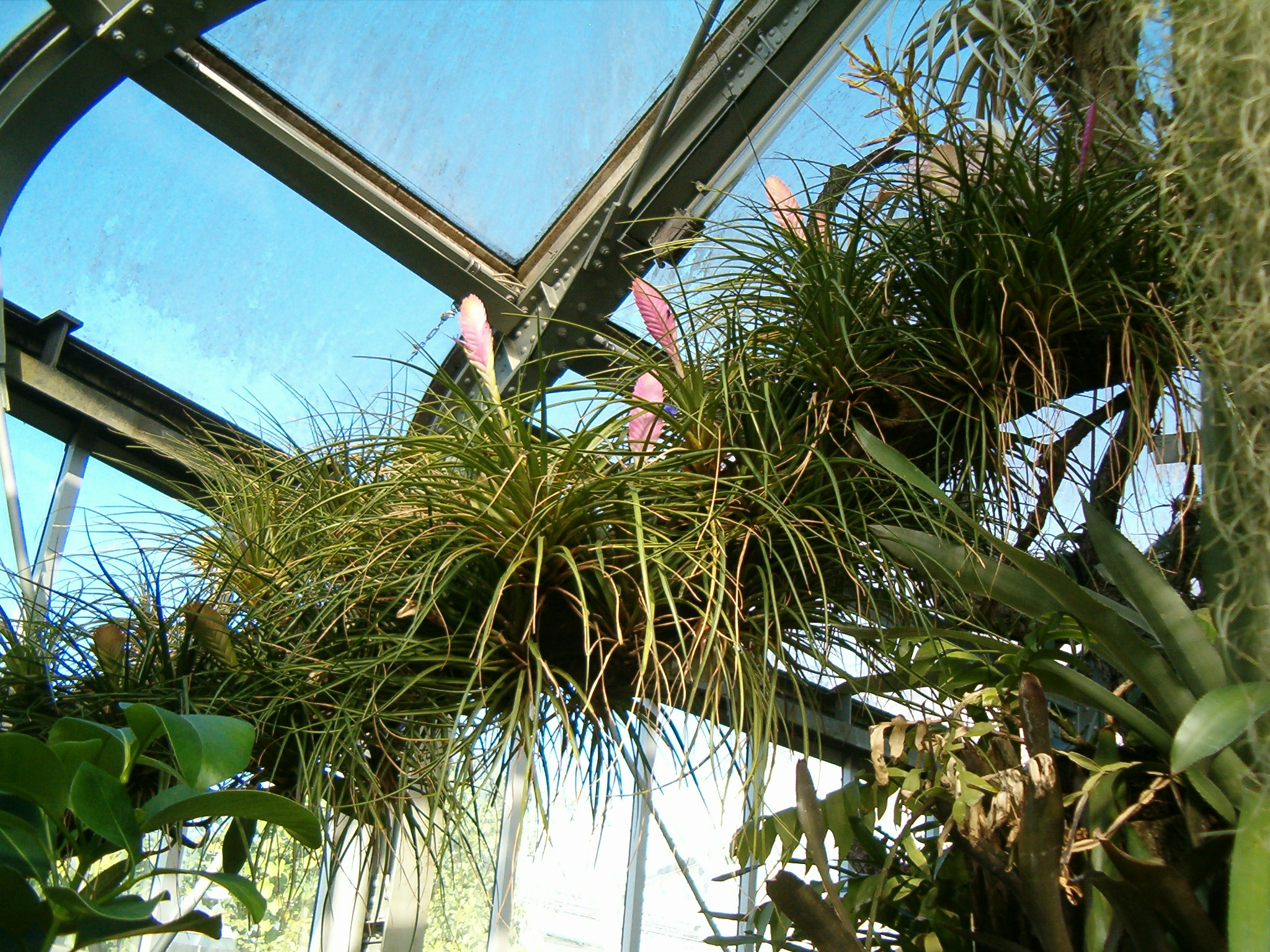

## Fordítás
- Ez a szócikk részben vagy egészben  a   Tillandsia cyanea című angol Wikipédia-szócikk ezen változatának fordításán alapul.  Az eredeti cikk szerkesztőit annak laptörténete sorolja fel. Ez a jelzés csupán a megfogalmazás eredetét és a szerzői jogokat jelzi, nem szolgál a cikkben szereplő információk forrásmegjelöléseként.